# Hollóházi Porcelánmanufaktúra
A Hollóházi Porcelánmanufaktúra 1777-ben alakult meg az Abaúj vármegyei Hollóházán, eredetileg üveghutaként. Asztali készleteket, dísztányérokat, kulacsokat, tálakat, korsókat gyártanak. 2017 óta hungarikum.

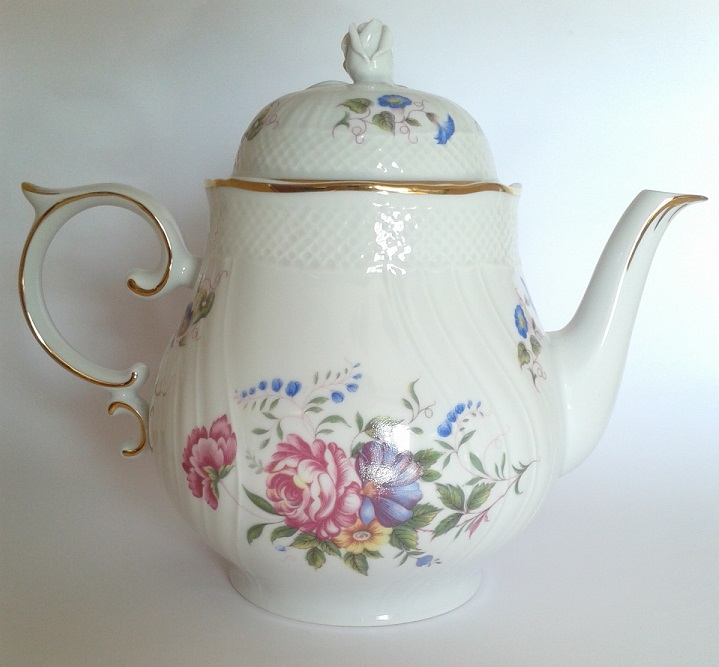
Pannónia mintás teáskanna

## Története
A manufaktúra 1777 óta működik a Károlyi grófok birtokán. A 19. század első felében több mint húsz kőedénygyárat alapítottak Magyarország területén, és ezekből ma már csak kettő található. Az egyik a Stingl Vince által 1826-ban alapított herendi, a másik a gróf Károlyi István (1797–1881) által 1831-ben alapított hollóházi gyár. A cég híres lett kézzel készült edényeiről, melyeket rózsák, mezei virágok, tarka csokrok borítanak.
Legjelentősebb szakasza Istványi Ferenc „uralma” idejére tehető. Istványi 1860 és 1902 között volt az üzem bérlője és kerámikusa. Ez idő alatt számtalan újítást bevezetett. A kritikus időszakban, amikor a hazai gyárak jelentős része versenyképtelenné vált, Istványi a belföldi értékesítés mellett Bulgáriába, Németországba és Szerbiába is exportálta az irányítása alatt álló hollóházi gyár termékeit. Sőt, a verseny- képtelenné vált telkibányai gyárat is átvette, majd azt később a hollóházi gyárba olvasztotta.
A gyár fénykora (a több mint négy évtizedig a gyárnak élő) Istványi Ferenc 1902-ben bekövetkezett halálával lezárul.
A hollóházi üzem vezetését apja halála után, 1902-ben ifjabb Istványi Ferenc vette át. Bár ifjú korában valószínűleg sok időt töltött a gyárban, mégis szakmai hozzáértése elmaradt apjáé mögött. Köszönhető ez annak is, hogy előbb mezőgazdasági, majd Drezdában kereskedelmi akadémiát végzett, így a műszaki dolgok idegenek maradtak számára. Különösen sajnálatos tény ez akkor, amikor az agyag-porcelán iparban a gyártási technológia és az anyagismeret döntő kérdés, hiszen egy egészen kis eltérés is jelentős változást okozhat a végtermék minőségében. Az ifjabb Istványi ugyan nagy lendülettel látott a gyár vezetéséhez, de hamarosan gondok jelentkeztek. Ennek voltak külső okai, elsősorban a „piros-fehér-zöld mázzal leöntött” olcsó, fantáziátlan osztrák áru, mely ömlesztve került Magyarországra, házalók terjesztésével, akik ott voltak mindenütt, a paraszti portákon és a vásárokon egyaránt. Az első világháború után számtalan tulajdonosváltás volt a cégnél, amelynek következtében a minőség is romlott. 1939-ben új vezető került a Hollóházi Porcelángyár élére Szakmáry Károly személyében, akinek vezetése alatt a cég visszanyerte minőségét. Szakmári Károly leghosszabb ideig volt a gyár bérlője, gazdaságilag a legsikeresebben működött a gyár, valamint nagyon sok exportot bonyolított.

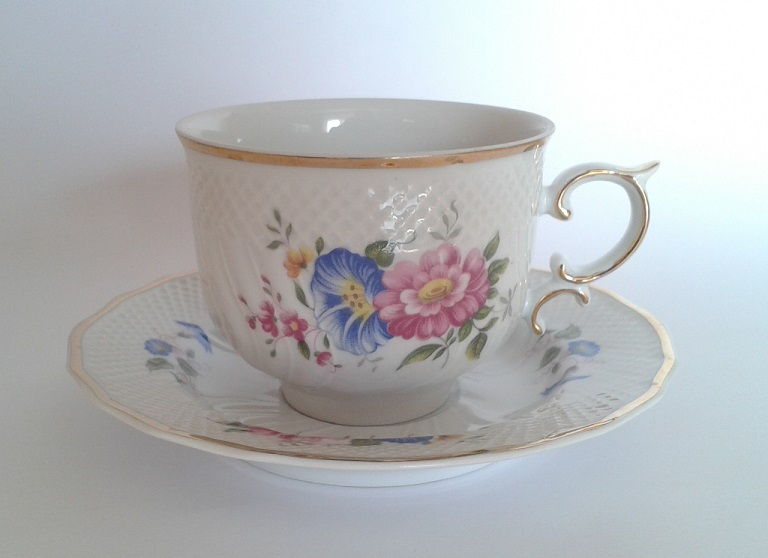
Pannónia teáskészlet csészéje barokk sítílusban

A második világháborúban súlyos károkat szenvedett a gyár. 1948-ban államosították, majd helyreállították. A gyárát és vagyonát elvesztő Szakmáry Károly nem várta meg a procedúra lefolytatását és jól sejthető végeredményét, hanem elhagyta az országot. Brazíliába emigrált, soha többé nem tért vissza hazájába, ott is halt meg 88 éves korában, 1989-ben. 1992-ben privatizálták a gyárat, majd visszakerült állami tulajdonba. Később olyannyira ellehetetlenült a gazdálkodása, hogy felszámolták, és 2013-ban az állam újra alapította a céget. 
2020 januárjában nyilvános liciten ismét privatizálták a Kft-t, amely magyar magántulajdonba került. A pm018 Kft. vásárolta meg a tulajdon 100%-át. Az azóta eltelt időben reorganizáció és konszolidáció zajlik, de új termékek kibocsájtása, és új üzletág bevezetése is megkezdődött. A porcelán mellett már a mázas épületkerámiával is kísérleteznek a nagy múltú gyárban. 
A cég termékei azóta is magas rangot képviselnek.

## A gyár bérlői
- Idősebb Istványi Ferenc (Szepesremete, 1833. november 11. – Hollóháza, 1902. november 13.), 1860 és 1902 között az üzem bérlője és keramikusa.[4][5] 1861.november 30-án Márkusfalván feleségül vette Steinhausz Mathildot (1836 . – Hollóháza, 1873. március 29.).[6][7] Steinhausz Mathildtól született fia, Istványi Gusztáv. Első neje korai halála után, Istványi hamarosan újra nősült. 1874. november 28-án Kassán vette feleségül a második nejét, Huber Eugénia Máriát (Kassa, 1854. október 15.), akitől született fia, ifjabb Istványi Ferenc, a későbbi gyár bérlője.[8][9]
- Ifjabb Istványi Ferenc László Károly (Hollóháza, 1876. február 23. – Szikszó, 1926. június 6.), a Holloházi Porcelángyár bérlője, magyar királyi gazdasági felügyelő.[10][11]

## Képgaléria

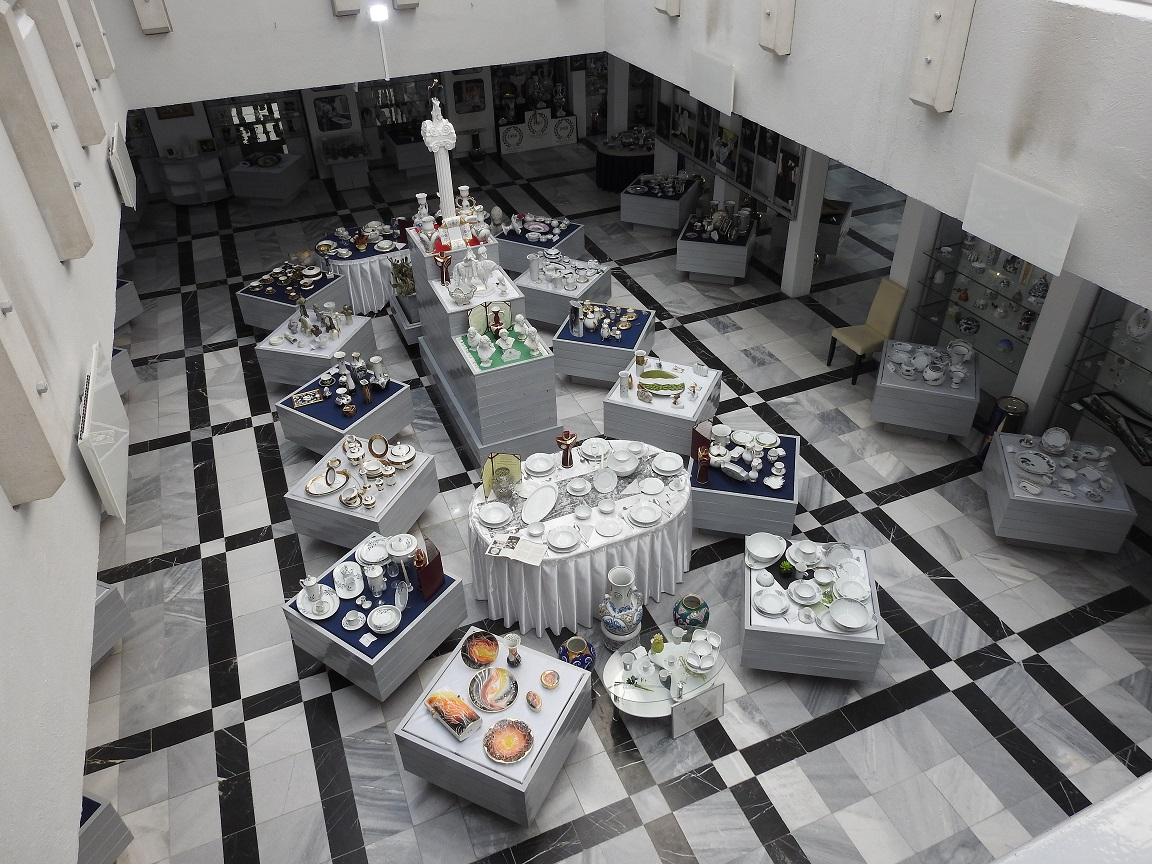
Bemutató- és kiállítóterem
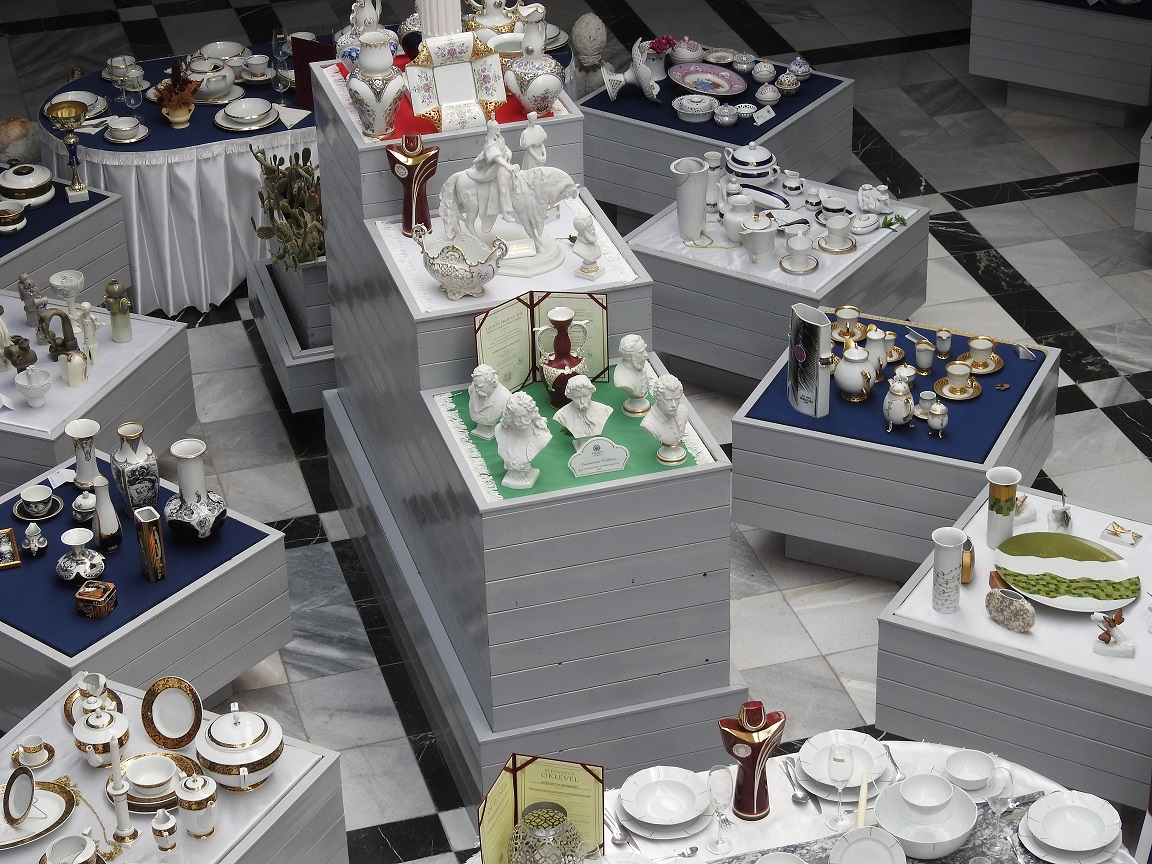
Bemutató- és kiállítóterem (2)
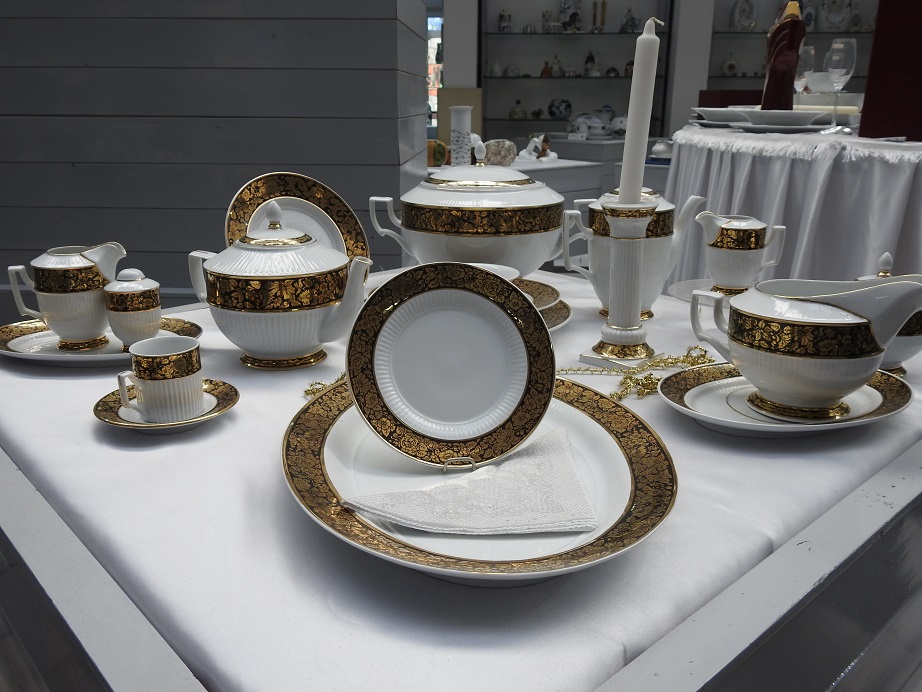
Kiállított termékek
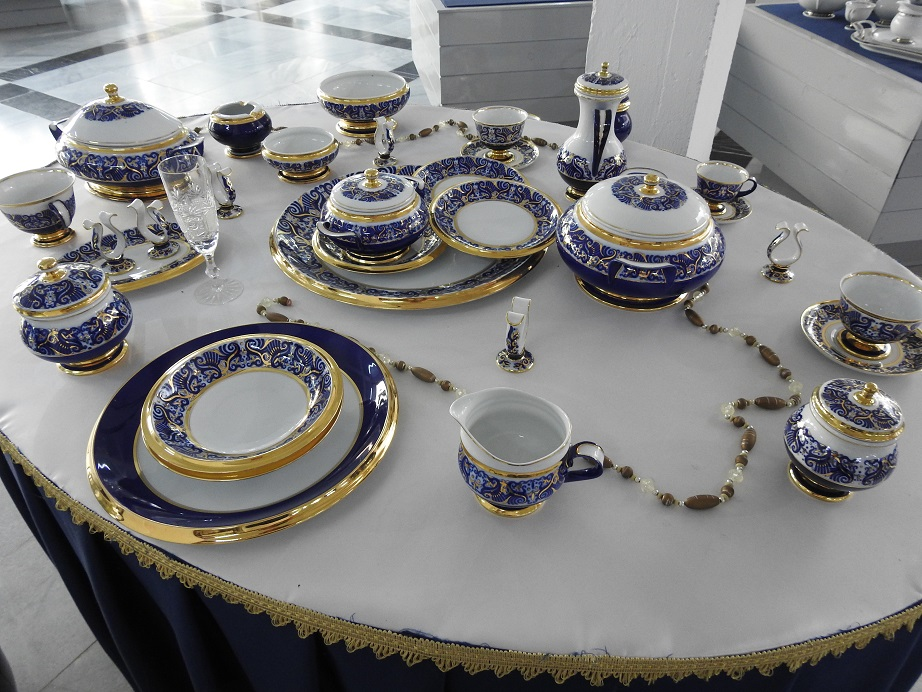
Kiállított termékek (2)
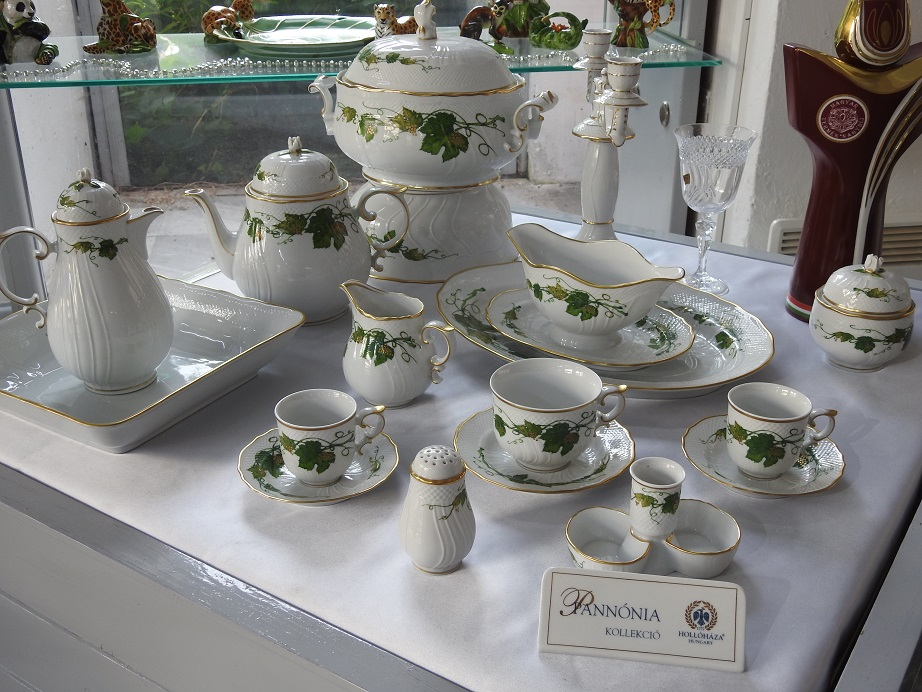
A Pannónia kollekció